# شنگ نوگرمسیری
شنگ نوگرمسیری (نام علمی: Lontra longicaudis) نام یک گونه از سرده رودسمورها است.